# Кирза (Новосибирская область)
Кирза́ — село в Ордынском районе Новосибирской области, административный центр Кирзинскогосельсовета.

## Население
| 2002 | 2007  | 2010  |
| ---- | ----- | ----- |
| 1976 | ↗2042 | ↘1697 |

## История
Село Кирзы — это старинное и большое поселение, в котором когда-то проживало около 2200 человек и насчитывалось 830 дворов. Оно протянулось на семь километров вдоль левого берега реки Обь, расположенной в 125 километрах южнее города Новосибирск. В селе имеется 20 улиц, среди которых старые дореволюционные улицы отличаются шириной.
Название населённого пункта происходит от реки Кирза, на берегах которой он возник. До начала XX века река называлась Кырза, а само название является тюркским словом, переводимым как «река с высокими берегами». Действительно, река характеризуется высокими берегами, а в низовье можно наблюдать пойму и террасу. Примерно в двух километрах от устья долина реки становится глубокой и напоминает лог с крутыми склонами.
Многие старожилы уверены, что основание Кирзы относится к 1460 году, когда её основали новгородцы. В архиве Сибирского краевого исполнительного комитета можно найти упоминания о том, что с XI века новгородцы начали посещать Сибирь для добычи пушнины. В 1446 году в Сибирь пришёл отряд воевод Василия Шенкурского и Михаила Яковля, которые построили крепость в тайге. Однако сибиряки, сделав вид, что покорились, вскоре захватили острог после ухода новгородцев.
По словам профессора исторических наук Д.Я. Резуна, современные историки не доверяют архивам 1928 года и считают, что некоторые населённые пункты могли быть записаны на основании устных воспоминаний. В первом ревизском списке 1720 года упоминается только одна деревня современного Ордынского района — деревня Ордынская. В следующем ревизском списке 1740 года уже упоминается наше село под названием Кырзинская.
В 1740 году в деревне Кырзинская проживало всего девять детей казацких и четыре крестьянина. Население состояло из беглых крестьян и потомков сибирских служилых людей. Учитывались только лица мужского пола, так как подати платили с мужской души.
В XX веке село Кирза запомнилось благодаря воспоминаниям старожилов. Один из них — Павел Григорьевич Заев, родившийся в 1902 году в Кирзе. Его родители переехали из Тамбовской губернии вместе с группой переселенцев, и улица, на которой они поселились, получила название Тамбовка, хотя официально она называется улица Калинина.
Село Кирза имеет богатую историю, начиная с дореволюционного времени, когда оно было зажиточным и процветающим. Широкие улицы и разнообразные дома, включая купеческие, создавали атмосферу благополучия. Общественные здания, такие как церковь и церковно-приходская школа, играли важную роль в жизни села, несмотря на то что обучение в школе было доступно только для мальчиков.
Сельское хозяйство было основано на полунатуральном типе хозяйствования, где семьи самостоятельно обрабатывали землю и выращивали разнообразные культуры. Важную роль в экономике играли кожевенные заводы и молокозаводы, которые обеспечивали местных жителей работой и продукцией.
События начала XX века, такие как Первая мировая война и революции, оказали значительное влияние на жизнь села. Мужчины были мобилизованы в армию, а после возвращения с фронта многие из них стали участниками крестьянского восстания. Создание сельского совета и коммун в 1920-х годах также изменило социальную структуру.
С переходом к коллективизации и образованием колхозов, а затем совхозов, произошло значительное изменение в аграрном производстве. Введение машин и техники стало необходимым для обработки увеличенных посевных площадей.
Современная история СПК «Кирзинский» отражает адаптацию к рыночным условиям и стремление к развитию. Сельскохозяйственный кооператив продолжает сохранять традиции и культурное наследие, обеспечивая жителей села работой и возможностями для развития.
Бояринцев Георгий Никитич руководил хозяйством с 1964 по 1968 годы, за ним последовал Чернов И.Ф., который занимал эту должность с 1968 по 1978 годы. Затем, с 1978 по 1982 годы, хозяйством управлял Бондаренко Василий Васильевич. С 1982 года на посту руководителя находится В.И. Селезнев.
В.И. Селезнев за годы своей работы добился значительных успехов и получил несколько почетных званий и наград. В 1993 году ему было присвоено звание Заслуженного работника сельского хозяйства Российской Федерации. В 2001 году он стал лауреатом награды «За успешное управление бизнесом в Сибири». В 2002 году был награждён орденом Почёта, а в 2009 году получил знак «За заслугу в Новосибирской области». Эти достижения подчеркивают его вклад в развитие сельского хозяйства и высокую квалификацию как руководителя.

## Транспорт
Рядом с Кирзой останавливаются автобусные маршруты из Новосибирска в Панкрушиху, Баево и Камень-на-Оби, из Ордынского в Антоново

## Достопримечательности
На территории села расположен памятник истории Новосибирской области «Братская могила борцов за власть советов». Рядом с могилой установлен обелиск.

## Туризм и отдых
Кирза и её окрестности — одно из популярных мест отдыха жителей Новосибирска. Рядом с селом расположены санаторий, спортивно-оздоровительный лагерь. В селе покупаются дома и строятся новые в качестве летних резиденций горожан.

## Уроженцы села
- Лыков, Василий Михайлович (1923 — 1988) — Герой Советского Союза, участник Великой Отечественной войны. Командир эскадрильи 735-го штурмового авиаполка 5-й воздушной армии. C февраля 1943 по январь 1944 совершил 120 боевых вылетов, нанеся значительный урон противнику в живой силе и боевой технике. Награждён орденом Ленина.[6]
- Мозжерин, Александр Иванович (1947 — 2001) — генеральный директор ОАО «Аэропорт Толмачёво» (1996—2001), депутат Областного совета Новосибирской области (1997—2001).[7]
- Мордакин, Николай Иванович (1922 — 1985) — Герой Советского Союза, участник Великой Отечественной войны. В январе 1945 года будучи командиром отделения 1285-го стрелкового полка 60-й стрелковой дивизии одним из первых переправился через Вислу в районе посёлка Новы-Двур (Польша).[8]